# Lissocricus oblitus
Lissocricus oblitus är en mångfotingart som beskrevs av Chamberlin 1955. Lissocricus oblitus ingår i släktet Lissocricus och familjen Rhinocricidae. Inga underarter finns listade i Catalogue of Life.